# Astaena argentina
Astaena argentina är en skalbaggsart som beskrevs av Moser 1921. Astaena argentina ingår i släktet Astaena och familjen Melolonthidae. Inga underarter finns listade.